# Garamond

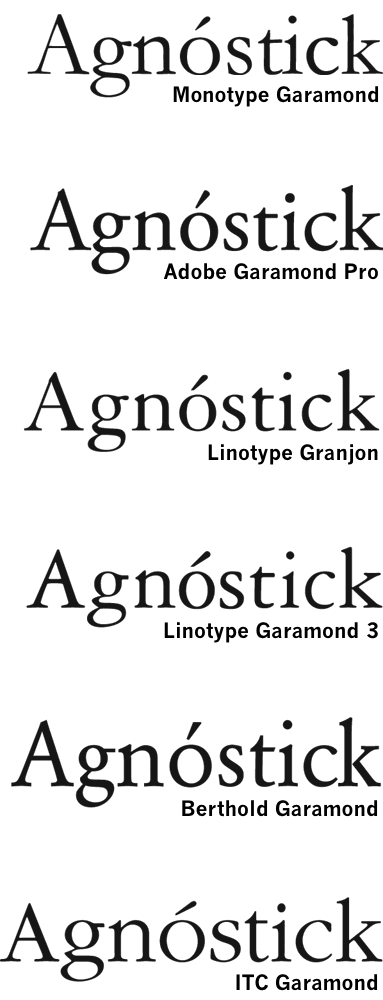
さまざまなGaramond

Garamond（ギャラモン、ガラモン、ガラモンド）は、ラテン文字の活字書体でセリフ体に属する。いわゆるオールドフェイス・セリフの代表格である。16世紀にフランス人の活字鋳造業者、クロード・ギャラモン (Claude Garamond) が製造した活字がオールド・ローマンの代名詞のようにいわれたため、各地の活字鋳造所で Garamond と名付けられた活字が制作された。
Garamondは大まかに分けてクロード・ギャラモンの活字を基にしたものと、ジャン・ジャノン（Jean Jannon）の活字を基にしたものとがある。これはジャノンがギャラモンを模倣して作った活字を、19世紀前半にフランス国立印刷局がGaramondとして復刻したことに由来する。Garamondからフォントを作る場合、イタリックはロベール・グランジョン（Robert Granjon）によるものが参照されることが多い。
現在でも多くの人に利用され、デジタルフォントにもさまざまなバリエーションのGaramondが存在する。かつてAppleはApple Garamondを、AdobeはAdobe Garamondをコーポレートフォントとして採用していた（両社ともMyriadへの変更を経て、現在AdobeはAdobe Clean、AppleはSan Franciscoを使用する）。

## 図の解説
Monotype GaramondMonotypeが1922年に金属活字として発売した書体。ジャノン系。フランス国立印刷局の活字を基にしたデザイン。マイクロソフト製品にバンドルされる「Garamond」はこの書体。
Adobe Garamond ProAdobeから1989年にデジタルフォントとしてリリースされた書体。ロバート・スリムバック（Robert Slimbach）らがギャラモンのローマン活字とグランジョンのイタリック活字を基にデザインした。
GranjonGeorge W. JonesがLinotype社で発表した書体。ギャラモン系。
Garamond 3ATF（American Type Founders）でモリス・ベントンがデザインしたATF Garamondをライノタイプ自動鋳造植字機用に改刻したもの。ジャノン系。
Berthold Garamondドイツの書体制作会社ベルトールドが写真植字向けに発表したGaramond。
ITC GaramondITC（International Typeface Corporation）のGaramond。エックスハイト（x-height）が大きい。

## その他のGaramond
Stempel Garamondギャラモン系。PostScript 3 Core Font Setに含まれている。
Garamond No. 8(URW)++ 社の Garamond。フリーウェアのものをWWWから入手できる。
Sabonギャラモン系。1967年にLinotype、Monotype、Stempelの3社から共同でリリースされた。ヤン・チヒョルトによるデザイン。